# Sergio Batista
Sergio Daniel Batista (Buenos Aires, 9 november 1962) is een voormalig Argentijns profvoetballer en voetbaltrainer, waaronder bondscoach. Van oktober 2010 tot juli 2011 was hij bondscoach van Argentinië en van mei 2015 tot mei 2016 bondscoach van Bahrein.

## Speler

### Clubloopbaan
Sergio Batista, bijgenaamd El Checho, debuteerde begin jaren '80 als middenvelder bij Argentinos Juniors. In 1984 won hij met de club de Metropolitano-editie en een jaar later de Nacional-editie. In 1985 won Batista met Argentinos Juniors ook de CONMEBOL Libertadores, waarin de finale na een strafschoppenreeks werd gewonnen van América de Cali.
Nadien vertrok hij voor enkele seizoenen naar River Plate, waarmee hij in 1990 de landstitel veroverde. Vervolgens keerde de bebaarde middenvelder even terug naar Argentinos Juniors, alvorens naar Nueva Chicago te verhuizen, maar bij die club kwam Batista amper aan spelen toe. Later verdedigde de Argentijn nog de kleuren van PJM Futures en All Boys.

### Interlandloopbaan
In 1985 debuteerde Sergio Batista in de Argentijnse nationale ploeg. In 1986 maakte hij deel uit van de selectie die wereldkampioen werd op het WK in Mexico. Zijn laatste interland speelde Batista in 1990. In totaal speelde Batista 39 interlands.

## Trainer
Na zijn spelerscarrière ging Batista aan de slag als voetbaltrainer. Zo stond hij aan het hoofd bij onder meer zijn voormalige clubs Argentinos Juniors en Nueva Chicago. In 2006 werd hij weer de assistent van Oscar Ruggeri bij San Lorenzo.
In 2007 werd hij benoemd tot bondscoach van Argentinië onder 20 en onder 23. Hij kreeg zo getalenteerde jongeren als Lionel Messi, Lucas Biglia, Javier Mascherano, Fernando Gago en Pablo Zabaleta onder zich. In 2008 veroverde Batista met Argentinië onder 23 de gouden medaille op de Olympische Spelen in Peking.
Door zijn successen bij het nationale belofteneftal maakte hij in 2010 promotie. Batista werd door de Argentijnse voetbalbond aangesteld als opvolger van bondscoach Diego Maradona, maar na een teleurstellende CONMEBOL Copa América werd hij in juli 2011 aan de kant gezet. In 2012 ging hij aan de slag bij het Chinese Shanghai Shenhua. Alejandro Sabella werd zijn opvolger bij de Argentijnen.
Nadat Batista in juli 2013 stopte bij Shanghai Shenhua, keerde hij in maart 2014 echter terug bij de club (nu onder de naam Shanghai Greenland). Hier verbleef hij tot het einde van dat jaar. Van mei 2015 tot mei 2016 was Batista bondscoach van Bahrein. In oktober 2018 vertrok Batista naar Qatar Sports Club, waar hij verbleef tot eind juni 2019.

## Erelijst
Argentinos Juniors
- Primera División: 1984 Metropolitano, 1985 Nacional
- CONMEBOL Libertadores: 1985

 River Plate
- Primera División: 1989/90

 Argentinië
- FIFA WK: 1986

Als trainer
 Argentinië onder 23
- Olympische Zomerspelen: 2008

1 Almirón ·
2 Batista ·
3 Bochini ·
4 Borghi ·
5 Brown ·
6 Passarella ·
7 Burruchaga ·
8 Clausen ·
9 Cuciuffo ·
10 Maradona  ·
11 Valdano ·
12 Enrique ·
13 Garré ·
14 Giusti ·
15 Islas ·
16 Olarticoechea ·
17 Pasculli ·
18 Pumpido ·
19 Ruggeri ·
20 Tapia ·
21 Trobbiani ·
22 Zelada ·
Coach: Bilardo
1 Pumpido ·
2 Batista ·
3 Balbo ·
4 Basualdo ·
5 Bauza ·
6 Calderón ·
7 Burruchaga ·
8 Caniggia ·
9 Dezotti ·
10 Maradona  ·
11 Fabbri ·
12 Goycochea ·
13 Lorenzo ·
14 Giusti ·
15 Monzón ·
16 Olarticoechea ·
17 Sensini ·
18 Serrizuela ·
19 Ruggeri ·
20 Simón ·
21 Troglio ·
22 Cancelarich ·
Coach: Bilardo
1 Carrizo ·
2 Garay ·
4 Zabaleta ·
4 Burdisso ·
5 Cambiasso ·
6 G. Milito ·
7 Di María ·
8 Zanetti ·
9 Higuaín ·
10 Messi ·
11 Tévez ·
12 Andújar ·
13 Pareja ·
14 Mascherano  ·
15 Biglia ·
16 Agüero ·
17 Rojo ·
21 Pastore ·
19 Banega ·
20 Gago ·
21 Lavezzi ·
22 D. Milito ·
23 Romero ·
Coach: Batista